# Secretaría de Turismo (México)
La Secretaría de Turismo (SECTUR) es una de las veintiún secretarías de Estado que, junto con la Consejería Jurídica del Ejecutivo Federal y la Agencia de Transformación Digital y Telecomunicaciones, conforman el gabinete legal del presidente de México. Es el despacho del poder ejecutivo federal encargado de diseñar, ejecutar y coordinar las políticas públicas en la materia homónima.
Sus facultades para ello incluyen, realizar los planes, programas y proyectos vinculados al desarrollo de zonas turísticas, haciendo énfasis en el potencial económico que represente; coordinarse con las secretarías de Cultura y Medio ambiente formulando estrategias para que las áreas y/o eventos bajo su administración adquieran un enfoque turístico; llevar el registro de prestadores de servicios turísticos y sus respectivas tarifas; fomentar la creación de organizaciones privadas promotoras del turismo; y coordinarse con la SRE para la promoción del país en el extranjero como destino turístico.

## Funciones
Según Ley Orgánica de la Administración Pública Federal en su  Artículo 42, la Secretaría de Turismo tiene las siguientes funciones:

- I. Formular y conducir la política de desarrollo de la actividad turística nacional;

- II. Promover en coordinación con las entidades federativas las zonas de desarrollo turístico nacional y formular en forma conjunta con la Secretaría de Medio Ambiente y Recursos Naturales la declaratoria respectiva;

- III. Participar con voz y voto en la comisiones Consultiva de Tarifas y la Técnica Consultiva de Vías Generales de Comunicación;

- IV. Registrar a los prestadores de servicios turísticos, en los términos señalados por las leyes;

- V. Promover y opinar sobre el otorgamiento de facilidades y franquicias a los prestadores de servicios turísticos y participar con la Secretaría de Hacienda y Crédito Público, en la determinación de los criterios generales para el establecimiento de los estímulos fiscales necesarios para el fomento a la actividad turística, y administrar su aplicación, así como vigilar y evaluar sus resultados;

- VI. Autorizar los precios y tarifas de los servicios turísticos, previamente registrados, en los términos que establezcan las leyes y reglamentos; y participar con la Secretaría de Hacienda y Crédito Público en el establecimiento de los precios y tarifas de los bienes y servicios turísticos a cargo de la Administración Pública Federal;

- VII. Vigilar con el apoyo de las autoridades estatales y municipales, la correcta aplicación de los precios y tarifas autorizados o registrados y la prestación de los servicios turísticos, conforme a las disposiciones legales aplicables, en los términos autorizados o en la forma en que se hayan contratado;

- VIII. Estimular la formación de asociaciones, comités y patronatos de carácter público, privado o mixto, de naturaleza turística;

- IX. Emitir opinión ante la Secretaría de Economía, en aquellos casos en que la inversión extranjera concurra en proyectos de desarrollo turístico o en el establecimiento de servicios turísticos;

- X. Regular, orientar y estimular las medidas de protección al turismo, y vigilar su cumplimiento, en coordinación con las dependencias y entidades de la administración pública federal y con las autoridades estatales y municipales.

- XI. Promover y facilitar el intercambio y desarrollo turístico en el exterior, en coordinación con la Secretaría de Relaciones Exteriores;

- XII. Promover y, en su caso, organizar en coordinación con la Secretaría de Educación Pública, la capacitación, investigación y el desarrollo tecnológico en materia turística;

- XIII. Formular y difundir la información oficial en materia de turismo; coordinar la publicidad que en esta materia efectúen las entidades del gobierno federal, las autoridades estatales y municipales y promover la que efectúan los sectores social y privado;

- XIV. Promover, coordinar y, en su caso, organizar los espectáculos, congresos, excursiones, audiciones, representaciones y otros eventos tradicionales y folklóricos de carácter oficial, para atracción turística;

- XV. Fijar y en su caso, modificar las categorías de los prestadores de servicios turísticos por ramas;

- XVI. Autorizar los reglamentos interiores de los establecimientos de servicios al turismo;

- XVII. Llevar la estadística en materia de turismo, de acuerdo con las disposiciones que establezca la Secretaría de Hacienda y Crédito Público;

- XVIII. Promover y apoyar la coordinación de los prestadores de servicios turísticos;

- XIX. Proyectar, promover y apoyar el desarrollo de la infraestructura turística y estimular la participación de los sectores social y privado;

- XX. Fijar e imponer, de acuerdo a las leyes y reglamentos, el tipo y monto de las sanciones por el incumplimiento y violación de las disposiciones en materia turística, y

- XXI. Los demás que le fijen expresamente las leyes y reglamentos

## Antecedentes
Los principales acontecimientos que dieron origen a la actual Secretaría de Turismo se presentan de acuerdo a la siguiente cronología:[cita requerida]
1928 
El gobierno de México creó la Comisión Mixta Pro-Turismo dependiente de la Secretaría de Gobernación, siendo su función principal realizar estudios y proyectos que fomentaran el incremento de corrientes de visitantes extranjeros al país.
1929 
Para fortalecer los esfuerzos oficiales en la materia, se requirió la participación de las empresas privadas, integrándose estas, el 6 de julio a la Comisión Mixta Pro-Turismo.
1930
Debido a la importancia que adquirió la actividad turística en México, se constituyó la Comisión Nacional de Turismo, publicándose en el Diario Oficial de la Federación, el 7 de febrero su Ley Orgánica, en ella le conferían las atribuciones que hasta entonces tenía asignadas la Comisión Mixta Pro-Turismo, estableciéndose además, mecanismos de coordinación con las comisiones de los estados.
1933
Dependiendo de la Secretaría de Economía Nacional, se creó el Departamento de Turismo, al que se le facultó para tratar asuntos relacionados con la actividad turística, involucrándose también a las empresas particulares. 
En el acuerdo publicado el 27 de marzo, se establecieron funciones para la Comisión y 2 organismos nuevos; el Comité Oficial y el Patronato de Turismo. La Comisión recabaría y coordinaría información concerniente al turismo, proponiendo las medidas necesarias para su desarrollo; el Comité Oficial realizaría los estudios relacionados con la problemática del turismo; teniendo el Patronato la tarea de decidir sobre las medidas que deberían adoptarse al respecto.
1934
Por decreto publicado en el Diario Oficial de la Federación el 18 de mayo, desaparecieron los órganos que hasta esa fecha tenían encomendadas funciones relacionadas con la actividad turística del país, correspondiéndole nuevamente a la Comisión Nacional de Turismo responsabilizarse de orientar, regular y coordinar todo lo referente al turismo.
Esta Comisión se integró por un Comité Ejecutivo, un Consejo Patrocinador y un Consejo Consultivo, involucrando en su estructura tanto al sector público como a la iniciativa privada. 
1936
Las funciones de la Comisión Nacional de Turismo, las absorbió la Secretaría de Gobernación a través de su Dirección General de Población, publicándose en el Diario Oficial de la Federación el 29 de agosto, la Ley correspondiente.
1937
El 21 de mayo se publicó el Reglamento de la Ley General de Población, dándose a conocer la creación de un Departamento de Turismo, zonificándose el país en 15 regiones de interés turístico.
1939
Por acuerdo presidencial del 21 de diciembre, se fundó el Consejo Nacional de Turismo, integrado por el patronato oficial, la Comisión Nacional de Turismo y las Comisiones Locales de Turismo, tanto a nivel estatal como municipal.
1947
De nueva cuenta, el 27 de diciembre se conformó la Comisión Nacional de Turismo, integrada por un Consejo Nacional y un Comité Ejecutivo, cuyas atribuciones fueron similares a los organismos anteriores.
1949
Se publicó en el Diario Oficial de la Federación el 31 de diciembre, la derogación del "Decreto de Creación de la Comisión Nacional de Turismo", promulgándose la Ley Federal de Turismo en esa misma fecha.
1956
Para dar impulso al desarrollo de los proyectos tendientes a incrementar la infraestructura turística, el 13 de diciembre, se creó el Fondo de Garantía y Fomento al Turismo (FOGATUR).
1958
En el Diario Oficial de la Federación del 31 de diciembre, se publicó la Ley de Secretarías y Departamentos de Estado, en el artículo 18, se definen las atribuciones del Departamento de Turismo de nueva creación, dependiendo directamente del Ejecutivo Federal.
1959
Para alentar el desarrollo de la actividad turística, el 6 de junio se publicó un decreto estableciendo los lugares y poblaciones nacionales de interés turístico, a fin de que el Departamento de Turismo realizara los estudios en la materia.
1961
El 1º. de marzo se publicó en el Diario Oficial de la Federación la Ley Federal de Turismo, la cual dispuso que el Departamento de Turismo sería el encargado de aplicar dicha Ley, así como su Reglamento.
1974
Con el nuevo enfoque y un contenido similar al de la actual legislación, el 28 de enero se publicó la Ley Federal de Fomento al Turismo y congruentemente con dicho ordenamiento, el 27 de diciembre se publicó el decreto que elevó a rango de Secretaría de Estado al Departamento de Turismo, otorgándole una mayor estructura capaz de atender sus nuevas atribuciones, así como mayores recursos presupuestales, destinados a la planeación y desarrollo de la actividad turística.
1977
El 17 de enero por acuerdo publicado en el Diario Oficial de la Federación se designó a la Secretaría de Turismo, cabeza del sector. 
1978
Quedó a cargo de la Secretaría de Turismo, la elaboración de estudios, mensajes e imagen sobre la oferta turística nacional, dado el acuerdo publicado en el Diario Oficial de la Federación el 5 de abril.
1979
Con base en los estudios iniciados el año anterior, la Secretaría de Turismo llevó a cabo a través de sus Delegaciones Federales de Turismo, el programa de desconcentración administrativa general.
1980
El 15 de enero, se publicó la Ley Federal de Turismo que tenía por objeto la promoción de la demanda interior y exterior, el fomento y desarrollo de la oferta turística, la conservación, mejoramiento de los recursos turísticos y en general, la planeación y programación de la actividad turística.
1981
El 22 de mayo, se creó la Coordinación General del Sector Paraestatal Turístico y en ese mismo año surgieron las Coordinaciones Federales de Turismo, desapareciendo las Delegaciones Federales; con esto se fortalecían las actividades de coordinación en la materia, que realizaba el gobierno federal con los gobiernos estatales.
1982
Derivado de las reformas a la Ley Federal de Turismo del 8 de enero, se publicó en el Diario Oficial de la Federación el Reglamento Interior de la Secretaría que consideraba en su estructura, una Subsecretaría de Recreación y Espectáculos, como resultado de los programas que promovían el derecho a la recreación para todos los mexicanos. 
1983
Se incorporaron al dominio público de la federación, dos inmuebles que estaban al servicio de la Sectur; el Centro de Desarrollo Infantil (CENDI) sito en Aristóteles 135 Col. Polanco, (Decreto del 23 de agosto) y el de Schiller 138 Col. Chapultepec Morales, según acuerdo presidencial del 20 de diciembre de ese año.
1984
Con fecha 6 de febrero se publicó en el Diario Oficial de la Federación, la Ley Federal de Turismo que abrogó la promulgada el 15 de enero de 1980.
Por Decreto Presidencial publicado en el Diario Oficial de la Federación el 26 de abril, se destinó al Gobierno del Estado de Morelos, el jardín borda, ubicado en la ciudad de Cuernavaca que hasta entonces había estado bajo el auspicio de la Sectur. 
El 23 de mayo por acuerdo presidencial desapareció el Consejo Nacional de Turismo, incorporándose a la Sectur, los programas y recursos de este organismo. El 6 de agosto, se publicó el Reglamento Interior correspondiente, considerando estas modificaciones en la estructura de organización de la Secretaría.
1985
Por acuerdo secretarial de delegación de facultades, el 2 de enero se determinó el número, ubicación, circunscripción territorial, atribuciones y actividades que llevarían a cabo las coordinaciones regionales y delegaciones federales de turismo, procurando la descentralización y modernización administrativa, para el mejor funcionamiento de la Secretaría en el interior de la República.
El día 21 de ese mismo mes, se publicó el acuerdo por el que se reordenaron orgánicamente todas las unidades administrativas de la Sectur, a efecto de integrarlas bajo la dirección y coordinación de las Subsecretarías, la Oficialía Mayor y la Contraloría Interna, conforme a su ámbito de acción, siendo modificada la estructura de la dependencia, con la creación del Centro de Estudios Superiores en Turismo (CESTUR), como órgano desconcentrado, conforme al acuerdo del día 16 de junio publicado en el Diario Oficial de la Federación.
1986
Para dar cumplimiento a las instrucciones del gobierno federal en cuanto a medidas de racionalización de la estructura y organización administrativa del sector público, en el Diario Oficial de la Federación del 20 de agosto se publicó el nuevo Reglamento Interior de la Secretaría, en el cual se eliminaron la Subsecretaría de Planeación y su Dirección General de Coordinación Paraestatal, reduciéndose de esta manera a 13 las 15 Direcciones Generales que existían en la estructura.
El 22 de septiembre se publicó el decreto por el que se reformó el Reglamento Interior y mediante el cual se facultaba al Oficial Mayor para establecer y operar el programa interno de protección civil para el personal e instalaciones de la dependencia.
1987
El 15 de julio se publicó en el Diario Oficial de la Federación, el acuerdo por el cual se autorizó a la Secretaría de Programación y Presupuesto con la intervención de la Secretaría de Turismo, a modificar el contrato constitutivo del Centro de Convenciones y Espectáculos de Acapulco, quedando este bajo la administración del gobierno del estado de Guerrero. 
A efecto de llevar a un nivel óptimo las acciones de gobierno, originadas en las localidades del interior de la República, el 5 de octubre, se publicó un acuerdo por el cual se delegaban a las Coordinaciones Regionales y a las Delegaciones Federales de Turismo, las facultades para efectuar adquisiciones y contratación de servicios, cumpliendo de esta manera con la descentralización de actividades de la Secretaría.
1988
Al final de este año, la estructura orgánica de la Secretaría se encontraba de la siguiente manera:
Una Secretaría, dos Subsecretarías, una Oficialía Mayor, una Contraloría Interna y 13 Direcciones Generales; además de incluir los siguientes órganos desconcentrados: 7 Coordinaciones Regionales de Turismo de las que dependían 27 Delegaciones Federales, 13 Representaciones de Turismo en el Extranjero y un órgano de apoyo directo al C. Secretario del Ramo, denominado Centro de Estudios Superiores en Turismo. 
1989
El 15 de febrero se publicó en el Diario Oficial de la Federación, un nuevo Reglamento Interior en el cual se determinó la siguiente estructura de organización: una Secretaría; dos Subsecretarías: una de Operación y otra de Promoción y Fomento; una Oficialía Mayor; 8 Direcciones Generales; una Unidad de Comunicación Social; el Centro de Estudios Superiores en Turismo; 31 Delegaciones Federales y 13 Representaciones en el Extranjero.
1992
El 1º. de diciembre fue dictaminada por la Secretaría de Hacienda y Crédito Público, la modificación a la estructura básica de la Oficialía Mayor, creándose una nueva Dirección General y modificándose la denominación de la existente a esa fecha, quedando de esta manera autorizadas la Dirección General de Programación, Organización y Presupuesto y la Dirección General de Administración Operativa, a fin de facilitar y proporcionar un apoyo integral más eficiente a las unidades administrativas de la Secretaría. Las demás áreas continuaban con la misma estructura orgánica autorizada en 1989. 
El día 15 de abril, se publicó en el Diario Oficial de la Federación, el decreto que establecía las bases para el Programa de Descentralización de las Funciones que realizaba la Secretaría de Turismo.
1993
El 1º. de febrero entró en vigor la nueva Ley Federal de Turismo, publicada el 31 de diciembre de 1992.
La Secretaría a fin de estar en posibilidad de cumplir con las nuevas funciones que le fueron encomendadas, elaboró un proyecto de reestructuración, enviándolo a la Secretaría de Hacienda y Crédito Público para su revisión y autorización.
1994
La dependencia globalizadora dictaminó favorablemente la estructura presentada, por lo cual, se publicó el nuevo Reglamento Interior de la Secretaría de Turismo en el Diario Oficial de la Federación el día 22 de febrero, así como el acuerdo por el que se adscribieron orgánicamente las unidades administrativas de la Secretaría, quedando como nueva estructura orgánica básica la siguiente:
Oficina del C. Secretario de Turismo, de la cual dependían la Dirección General de Asuntos Jurídicos, la Unidad de Comunicación Social y el Centro de Estudios Superiores en Turismo; la Subsecretaría de Turismo Interno, anteriormente Subsecretaría de Operación, a la cual se adscribieron cuatro Direcciones Generales: de Turismo Interno, Coordinación y Enlace, Información y Auxilio al Turista y Capacitación y Educación Turística; la Subsecretaría de Promoción y Fomento, con tres Direcciones Generales adscritas denominadas: de Promoción para Norteamérica y Asia, de Promoción para Europa y Latinoamérica y la de Fomento. Así como las Representaciones de Turismo en el Extranjero.
Finalmente, la Oficialía Mayor con sus dos Direcciones Generales: de Programación, Organización y Presupuesto y de Administración Operativa.
Independientemente de lo previsto en el Reglamento Interior, y derivado del dictamen antes citado, el 7 de marzo se publicó un acuerdo secretarial, por medio del cual se adscribieron como puestos homólogos específicos, a la oficina del C. Subsecretario, la Unidad de Política Turística y a la del Subsecretario de Promoción y Fomento, la Unidad de Eventos.
Asimismo, se crearon dos nuevas representaciones de turismo: una en Vancouver, Canadá y otra en Buenos Aires, Argentina, modificándose la circunscripción territorial de las ya existentes, emitiendo el Secretario el acuerdo correspondiente publicado en el Diario Oficial de la Federación el 11 de marzo y una aclaración el 16 de marzo.
El 14 de noviembre se publicó en el Diario Oficial de la Federación, el acuerdo por el que se reforman los artículos 2º. y 5º. del diverso que creó el Centro de Estudios Superiores en Turismo.
La Secretaría de Turismo publicó en el Diario Oficial de la Federación el 12 de diciembre, el acuerdo por el que se decreta la publicación del Reglamento Interior de la Comisión Ejecutiva de Turismo.
1996
El día 17 de abril, las Secretarías de Hacienda y Crédito Público y de Contraloría y Desarrollo Administrativo, dictaminaron favorablemente la reestructuración orgánica de la dependencia, asimismo, el 31 de mayo siguiendo con las disposiciones establecidas por las dependencias globalizadoras en el dictamen mencionado, se publicó en el Diario Oficial de la Federación el nuevo Reglamento Interior de la Secretaría.
La nueva estructura orgánica se fundamentó en tres grandes procesos: Desarrollo, Promoción y Servicios Turísticos, integrándose por un total de 295 plazas de mando, de las cuales 17 corresponden a la estructura orgánica básica, misma que se integró de la siguiente forma:
1 Secretaría, dependiendo en línea directa de ella la Contraloría Interna, la Unidad de Comunicación Social, así como el Centro de Estudios Superiores en Turismo, en el ámbito desconcentrado.
1 Subsecretaría de Desarrollo Turístico, con 2 Direcciones Generales: Política Turística y Desarrollo de Productos Turísticos.
1 Subsecretaría de Promoción Turística, conformada con 2 Direcciones Generales: Mercadotecnia y Operación Promocional, dependiendo de esta última en el ámbito desconcentrado, las Representaciones de Turismo en el Extranjero.
1 Unidad de Servicios Turísticos que contaba con 3 puestos homólogos de autorización específica, correspondiendo estos a las Direcciones Generales de: Servicios a Prestadores de Servicios Turísticos; Servicios al Turista y Desarrollo de la Cultura Turística.
1 Oficialía Mayor con 2 Direcciones Generales, la de Administración y la de Asuntos Jurídicos.
1998
El 26 de enero se publicó en el Diario Oficial de la Federación el acuerdo por el que se adscribió orgánicamente la Dirección General de Asuntos Jurídicos al Titular de la Secretaría de Turismo.
1999
El día 19 de mayo, se publicó en el Diario Oficial de la Federación el decreto por el que se reformaron y adicionaron diversas disposiciones de la Ley Federal de Turismo; como consecuencia de estas modificaciones, la Secretaría de Turismo, en el ejercicio de sus atribuciones en materia de promoción turística, nacional e internacional, sería auxiliada por la empresa de participación estatal mayoritaria de la Administración Pública Federal denominada "Consejo de Promoción Turística de México, S.A. de C.V."
En octubre del mismo año, las Secretarías de Hacienda y Crédito Público y de Contraloría y Desarrollo Administrativo dictaminaron favorablemente la propuesta por primera vez de la estructura orgánica del Consejo de Promoción Turística de México, S.A. de C.V., la cual tendría por objeto, planear, diseñar y coordinar en coadyuvancia con la Secretaría de Turismo, las políticas y estrategias de promoción turística a nivel nacional e internacional.
2001
El 4 de enero, se publicó en el Diario Oficial de la Federación, el decreto presidencial que reformó el Reglamento Interior de la Secretaría de Turismo, creándose la Subsecretaría de Política Promocional, quien tendría como propósito, establecer los lineamientos y políticas que orientarán y conducirán la participación de los diferentes sectores en materia de promoción turística, así como implementar los mecanismos de evaluación de impacto de estas; a esta Subsecretaría se le adscribieron la Dirección General de Coordinación Institucional, la Dirección General de Coordinación de Promoción Regional y la Dirección General de Asuntos Internacionales.
El 22 de febrero, se publicó en el Diario Oficial de la Federación, el acuerdo por el que se resectoriza el Fondo Nacional de Fomento al Turismo y las empresas del sector público en que dicho fondo tiene como participación accionaria mayoritaria, en el sector coordinado por la Secretaría de Turismo.
El 15 de junio, se publicó en el Diario Oficial de la Federación, el Reglamento Interior de la Secretaría de Turismo, mismo que abrogó los publicados el 31 de mayo de 1996 y 4 de enero de 2001; creándose la nueva estructura orgánica cuyo propósito fundamental, radicará en posicionar a la actividad turística como eje estratégico del desarrollo nacional, partiendo de un programa de alineación de los procesos y de las actividades sustantivas de planeación, desarrollo de la oferta, operación de los servicios turísticos, promoción e inversión en materia turística, así como de un programa de innovación y modernización.
Esta se conforma con un total de 244 plazas de mando de las cuales 18 corresponden a la estructura orgánica básica, misma que se integró de la siguiente forma:
1 Secretaría dependiendo gráficamente la Unidad de Contraloría Interna, y en línea directa 3 Direcciones Generales: Asuntos Jurídicos, Asuntos Internacionales y Comunicación Social.
1 Subsecretaría de Operación Turística, con 4 Direcciones Generales: Programas Regionales, Desarrollo de Productos Turísticos, Mejora Regulatoria y Desarrollo de la Cultura Turística.
1 Subsecretaría de Planeación Turística, con 2 Direcciones Generales: de Información y Análisis, y Planeación Estratégica y Política Sectorial.
1 Subsecretaría de Innovación y Calidad, con 3 Direcciones Generales: de Administración, Desarrollo Institucional y Coordinación Sectorial, y Servicios al Turista.
1 Centro de Estudios Superiores en Turismo, en el ámbito desconcentrado. 
El 19 de junio, se publicó en el Diario Oficial de la Federación el acuerdo por el que se adscriben orgánicamente las Unidades Administrativas y órgano desconcentrado a que se refiere el Reglamento Interior de la Secretaría de Turismo.

## Organigrama
Para llevar a cabo dichas funciones la Secretaría de Turismo cuenta con las siguientes unidades:
- Subsecretaría de Operación Turística
- Subsecretaría de Planeación Turística
- Subsecretaría de Innovación y Calidad
- Centro de Estudios Superiores de Turismo
- Dirección General de Servicios al Turista Ángeles Verdes
- Consejo de Promoción Turística de México
- Fondo Nacional de Fomento al Turismo
- FONATUR Mantenimiento

## Lista de Secretarios de Turismo de México

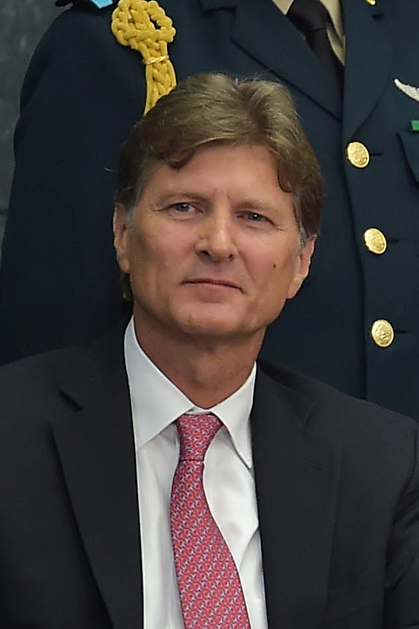
Enrique de la Madrid, 2015-2018

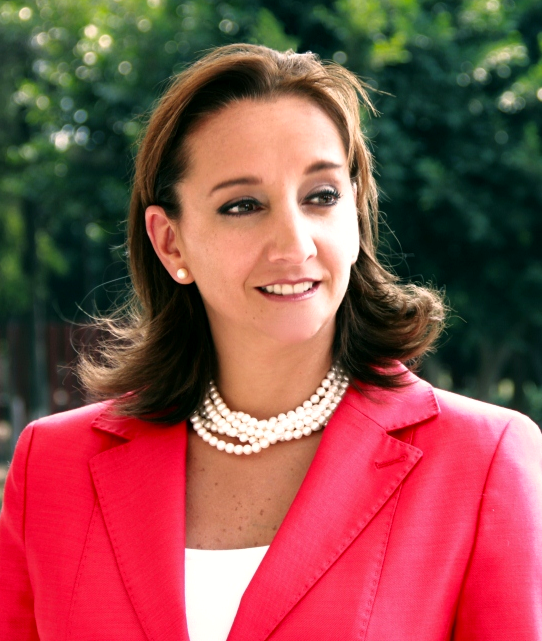
Claudia Ruiz Massieu Salinas, 2012-2015

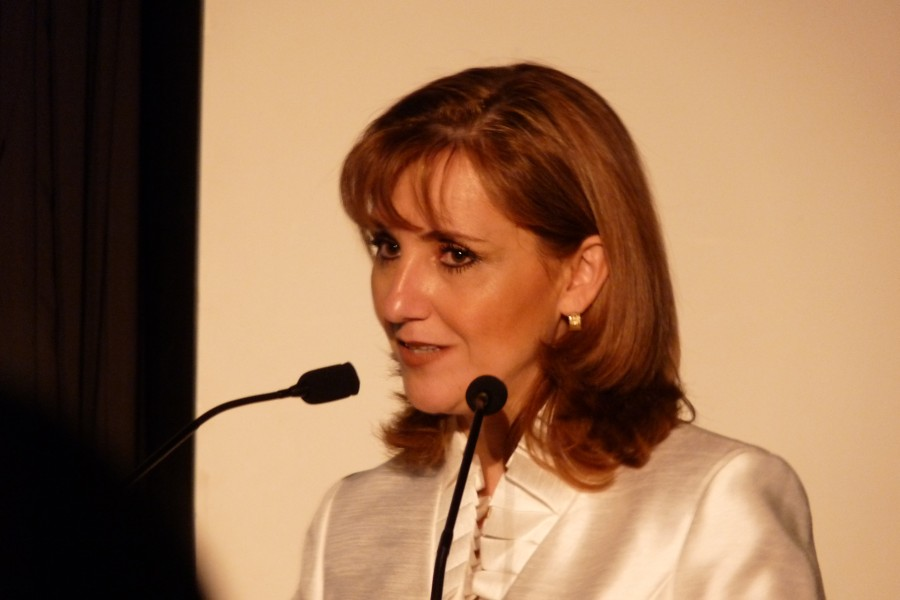
Gloria Guevara Manzo, 2010-2012

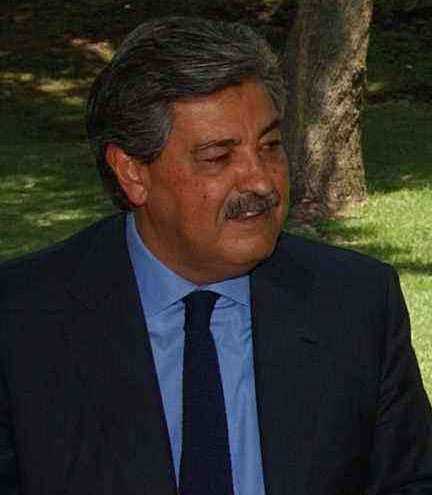
Rodolfo Elizondo Torres, 2003-2010

| Secretario                   | Partido | Periodo                                           | Presidente                    |
| ---------------------------- | ------- | ------------------------------------------------- | ----------------------------- |
| Julio Hirschfield Almada     | PRI     | 18 de abril de 1975 - 30 de noviembre de 1976     | Luis Echeverría Álvarez       |
| Guillermo Rossell de la Lama | PRI     | 1 de diciembre de 1976 - 13 de agosto de 1980     | José López Portillo           |
| Rosa Luz Alegría             | PRI     | 13 de agosto de 1980 - 30 de noviembre de 1982    | José López Portillo           |
| Antonio Enríquez Savignac    | PRI     | 1 de diciembre de 1982 - 30 de noviembre de 1988  | Miguel de la Madrid Hurtado   |
| Carlos Hank González         | PRI     | 1 de diciembre de 1988 - 4 de enero de 1990       | Carlos Salinas de Gortari     |
| Pedro Joaquín Coldwell       | PRI     | 5 de enero de 1990 - 14 de diciembre de 1993      | Carlos Salinas de Gortari     |
| Jesús Silva-Herzog Flores    | PRI     | 14 de diciembre de 1993 - 30 de noviembre de 1994 | Carlos Salinas de Gortari     |
| Silvia Hernández Enríquez    | PRI     | 1 de diciembre de 1994 - 5 de diciembre de 1997   | Ernesto Zedillo Ponce de León |
| Óscar Espinosa Villarreal    | PRI     | 5 de diciembre de 1997 - 30 de noviembre de 2000  | Ernesto Zedillo Ponce de León |
| Leticia Navarro              | PAN     | 1 de diciembre de 2000 - 29 de julio de 2003      | Vicente Fox Quesada           |
| Rodolfo Elizondo Torres      | PAN     | 29 de julio de 2003 - 30 de noviembre de 2006     | Vicente Fox Quesada           |
| Rodolfo Elizondo Torres      | PAN     | 1 de diciembre de 2006 - 10 de marzo de 2010      | Felipe Calderón Hinojosa      |
| Gloria Guevara Manzo         | PAN     | 10 de marzo de 2010 - 30 de noviembre de 2012     | Felipe Calderón Hinojosa      |
| Claudia Ruiz Massieu Salinas | PRI     | 1 de diciembre de 2012 - 27 de agosto de 2015     | Enrique Peña Nieto            |
| Enrique de la Madrid         | PRI     | 27 de agosto de 2015 - 30 de noviembre de 2018    | Enrique Peña Nieto            |
| Miguel Torruco Marqués       | Morena  | 1 de diciembre de 2018 - 30 de septiembre de 2024 | Andrés Manuel López Obrador   |
| Josefina Rodríguez Zamora    | Morena  | 1 de octubre de 2024 - A la fecha                 | Claudia Sheinbaum             |